# Songs for Tibet
Songs for Tibet is een muziekalbum uit 2008 waaraan verschillende bekende artiesten uit onder meer de VS, VK, Canada en Zuid-Afrika meewerkten, onder wie Sting, Suzanne Vega en Alanis Morissette. Het album is een steunbetuiging aan Tibet en dalai lama Tenzin Gyatso. Songs for Tibet is een initiatief van de Art of Peace Foundation uit New York, die ondersteund wordt door de ngo International Campaign for Tibet. Het album werd geproduceerd door Rupert Hine.
Songs for Tibet - Art of Peace verscheen tegelijkertijd met de Olympische Zomerspelen 2008 in de Volksrepubliek China waarvan de opening op 8 augustus plaatsvond: het album werd namelijk op 5 augustus uitgebracht via iTunes en was vanaf 19 augustus via muziekwinkels overal ter wereld. Sinds de Invasie van Tibet in 1950 bezet China het land met als gevolg - volgens critici - een wijdverbreide politieke, religieuze en culturele onderdrukking.
Begin 2008 legde Steven Spielberg zijn werk neer als artistiek adviseur van de Spelen als protest tegen de relatie van China met Soedan ondanks de humanitaire crisis in Darfur.
China weert artiesten die zich de Tibetaanse zaak ooit hebben aangetrokken. De restricties zijn het gevolg van het optreden van de IJslandse zangeres Björk in maart 2008, toen ze verschillende malen "Tibet" riep tijdens haar concert in Shanghai.
Op 5 augustus bracht de Art Of Peace Foundation ook een video uit met de naam "Songs For Tibet - Freedom Is Expression" onder de regie van Mark Pellington.

## Artiestengalerij

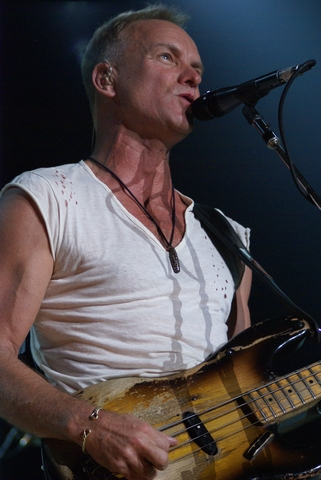
Sting
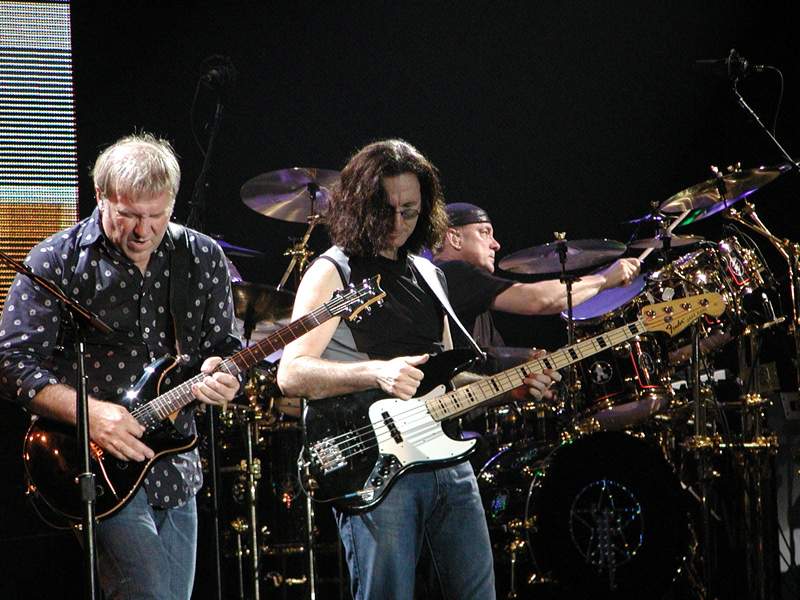
Rush
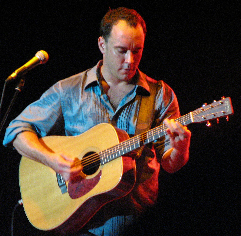
Dave Matthews
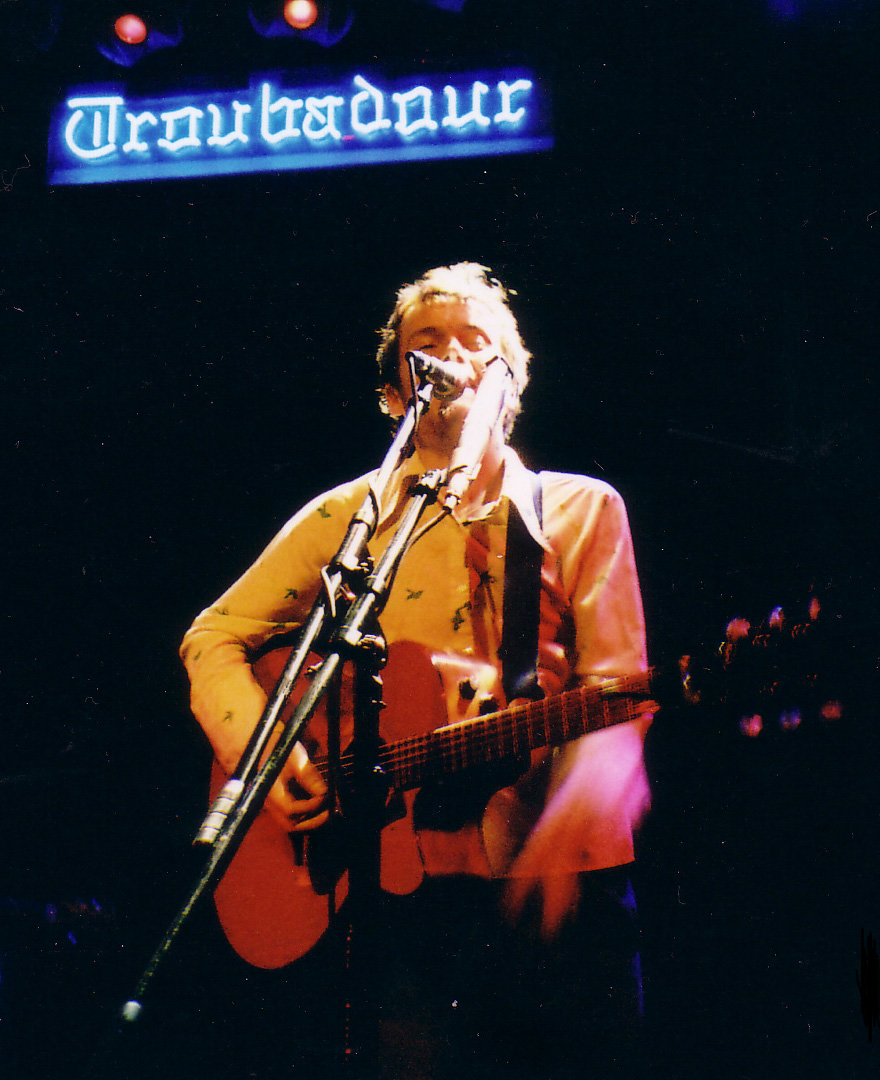
Damien Rice
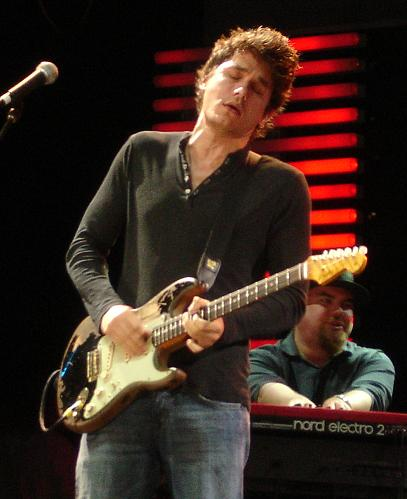
John Mayer
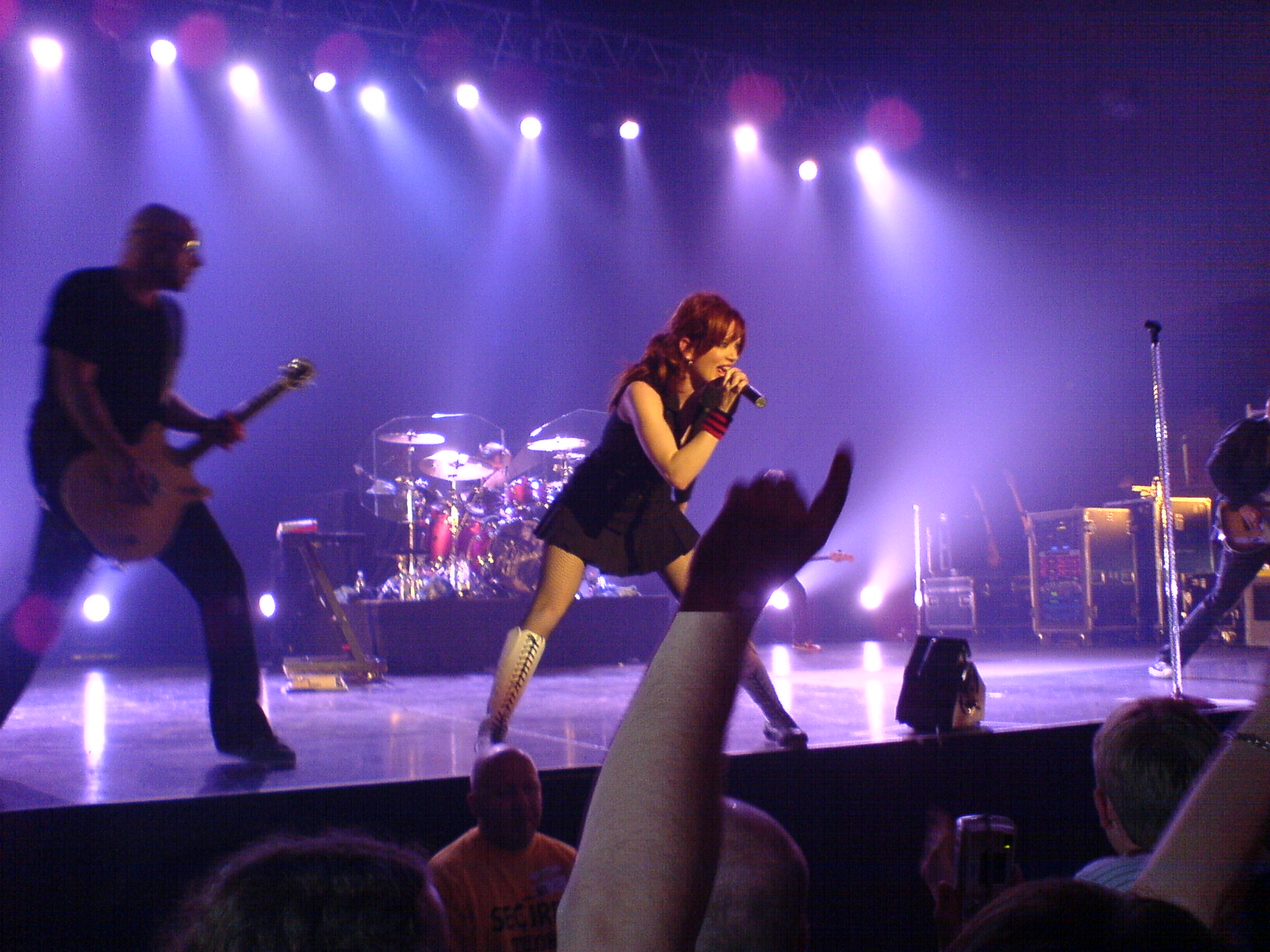
Garbage
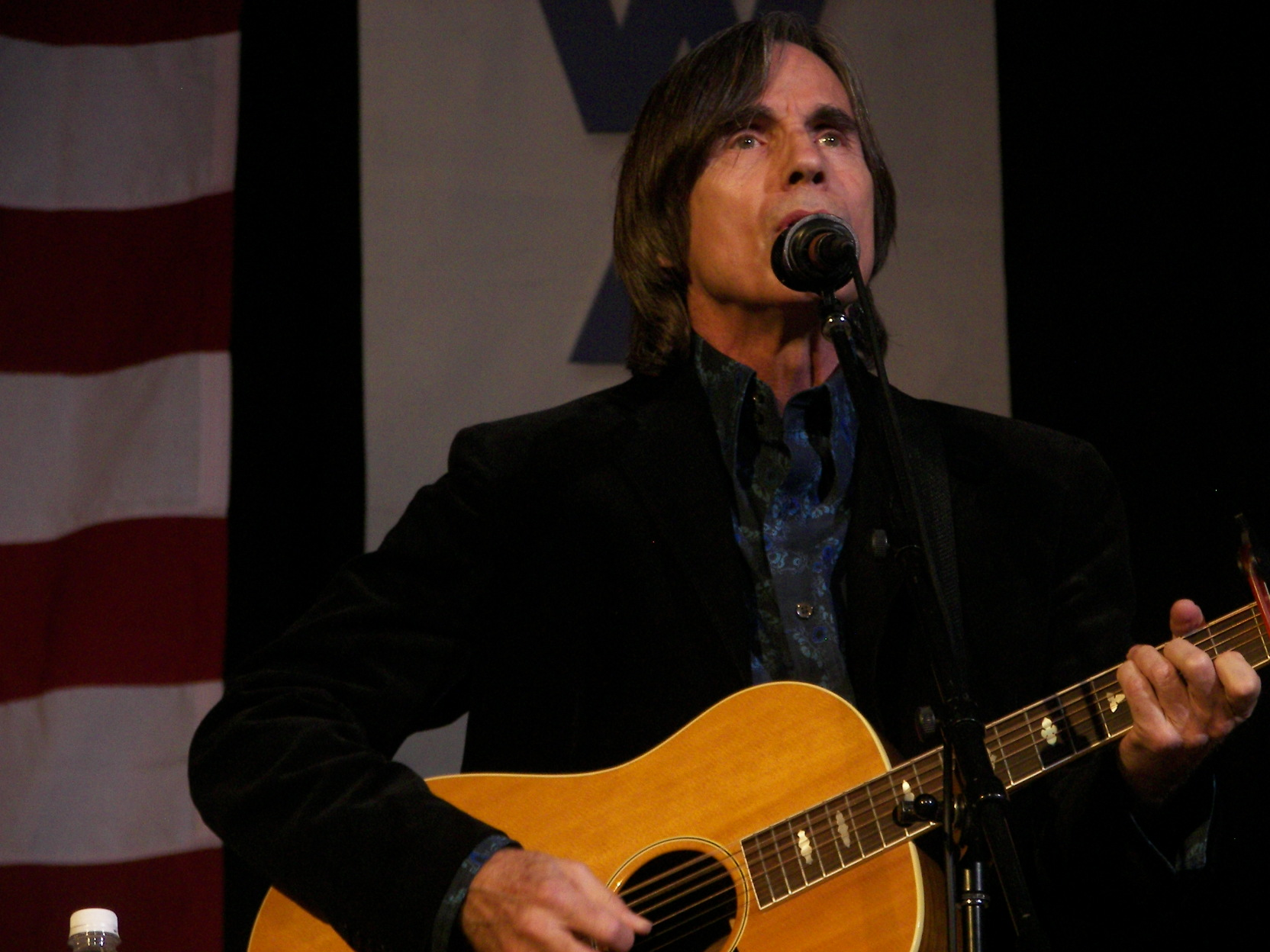
Jackson Browne
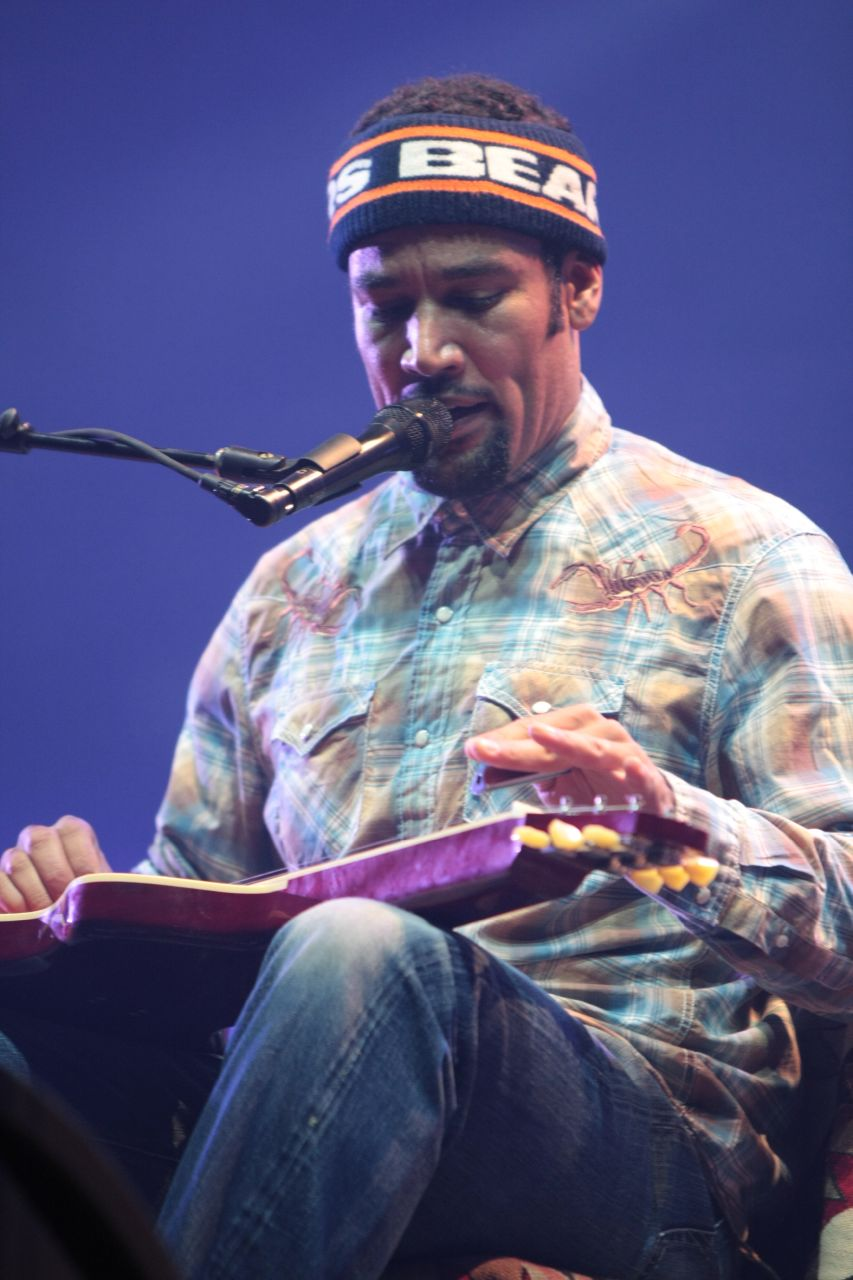
Ben Harper
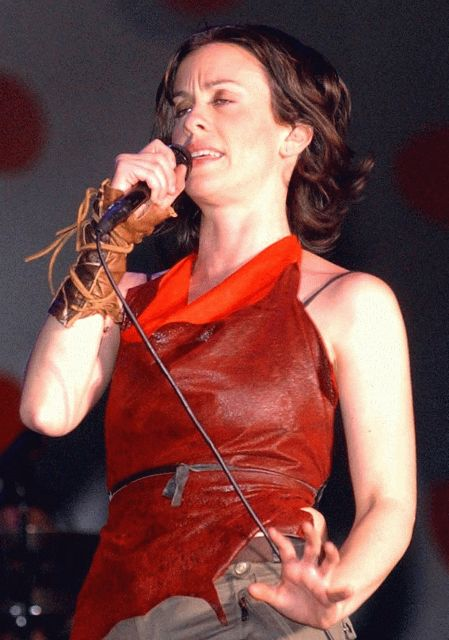
Alanis Morissette
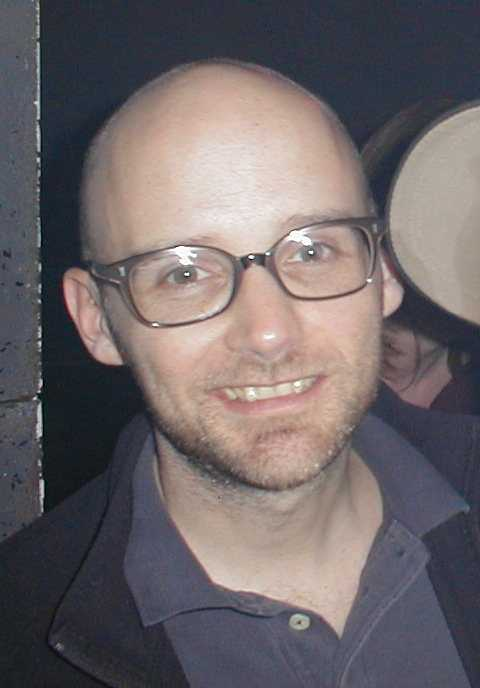
Moby
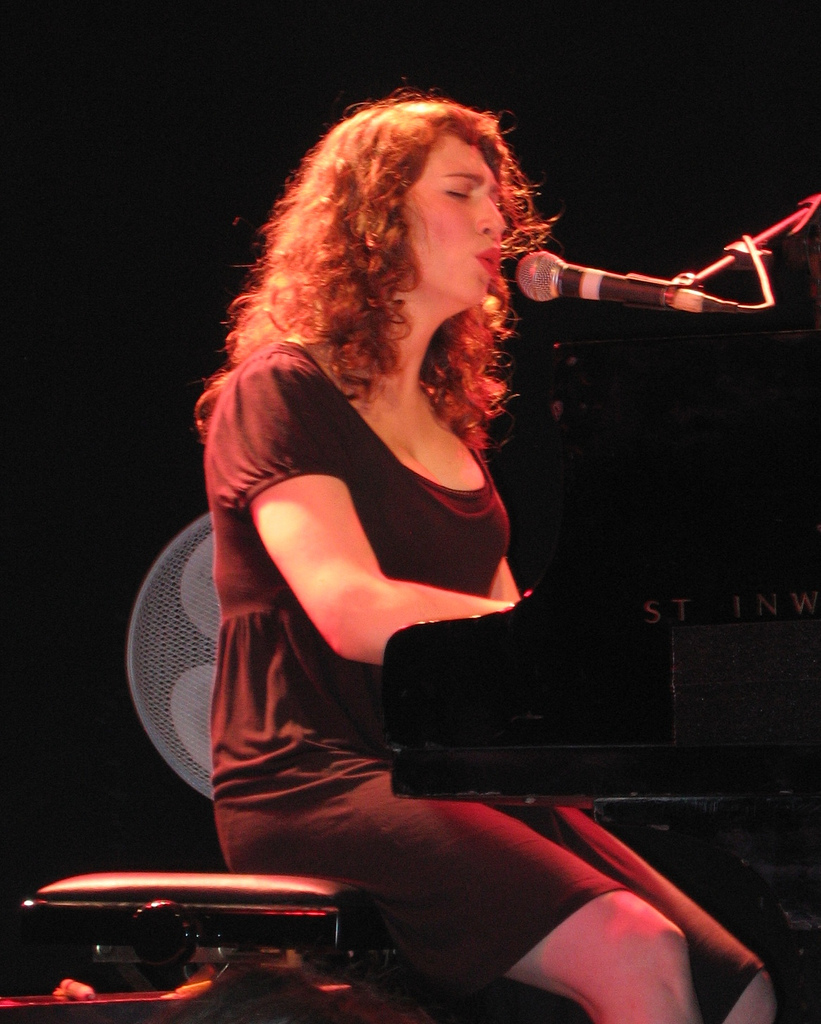
Regina Spektor
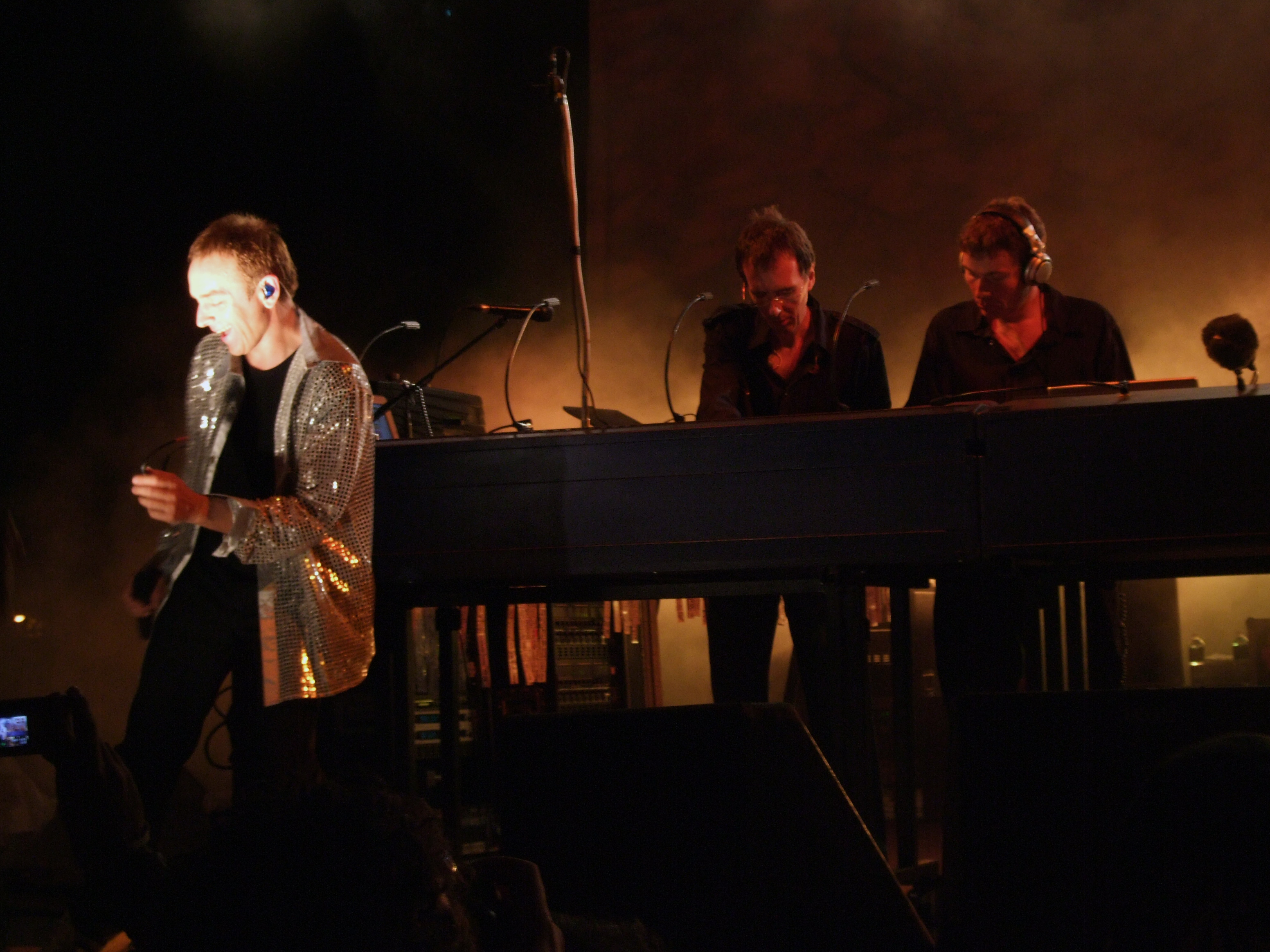
Underworld
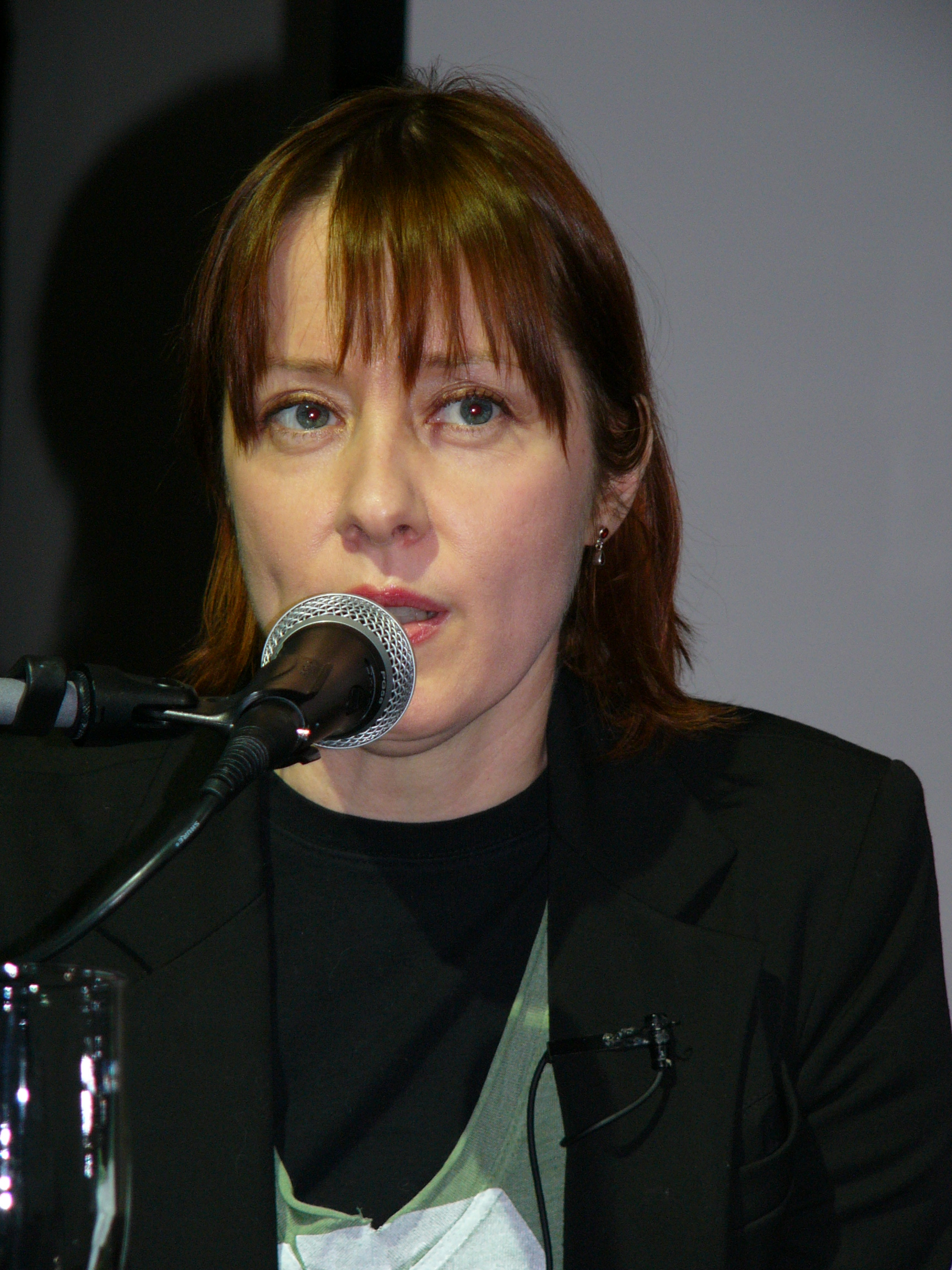
Suzanne Vega
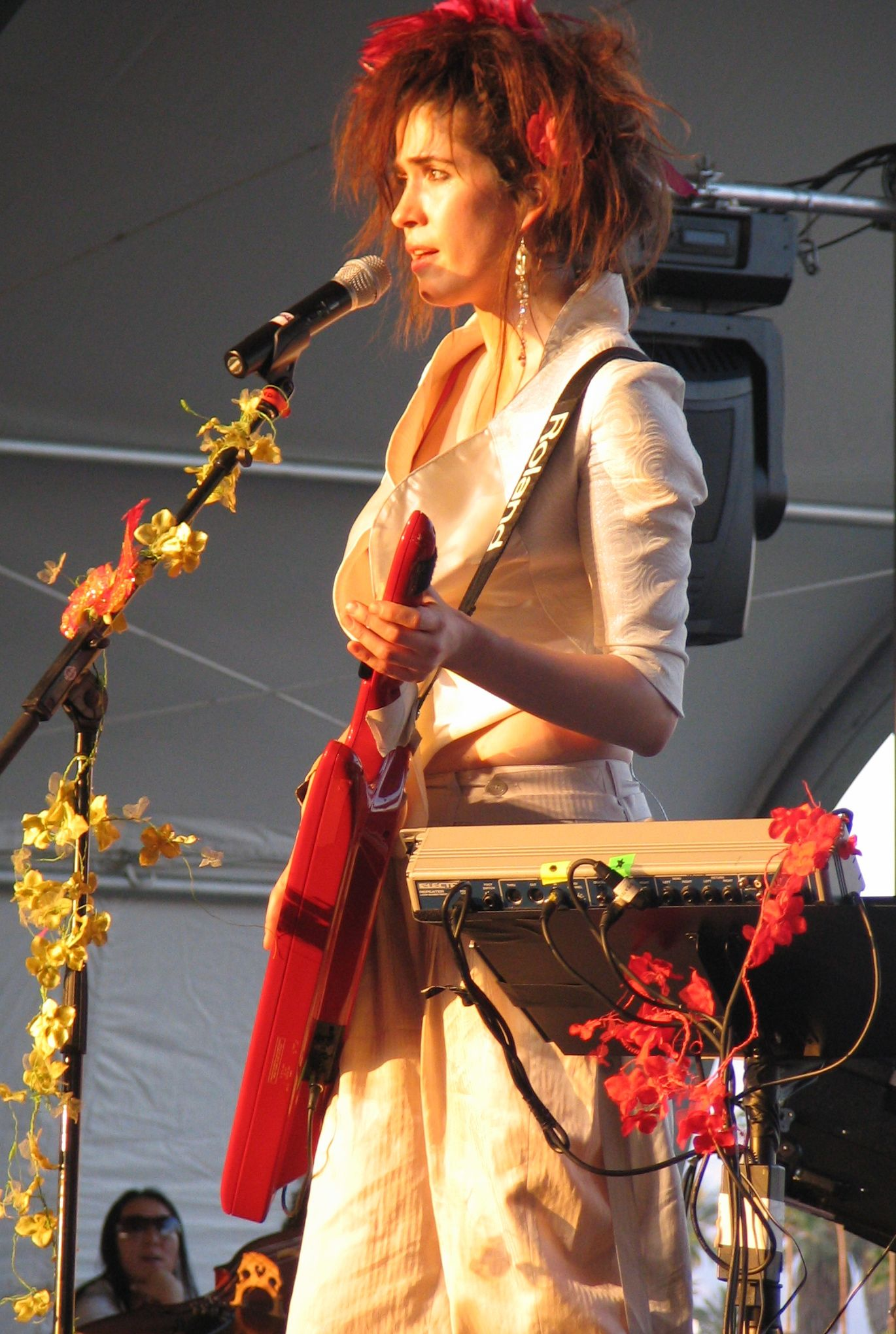
Imogen Heap
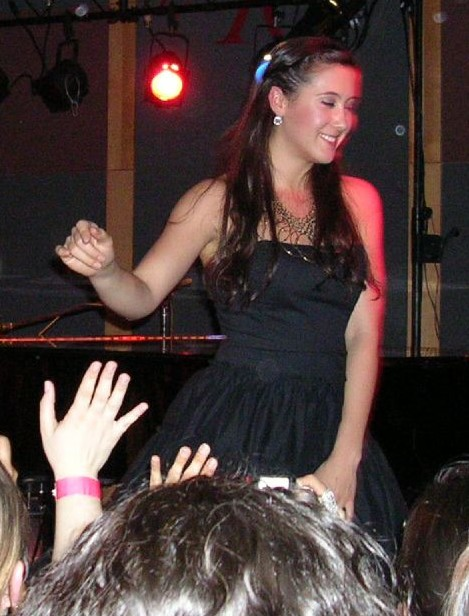
Vanessa Carlton
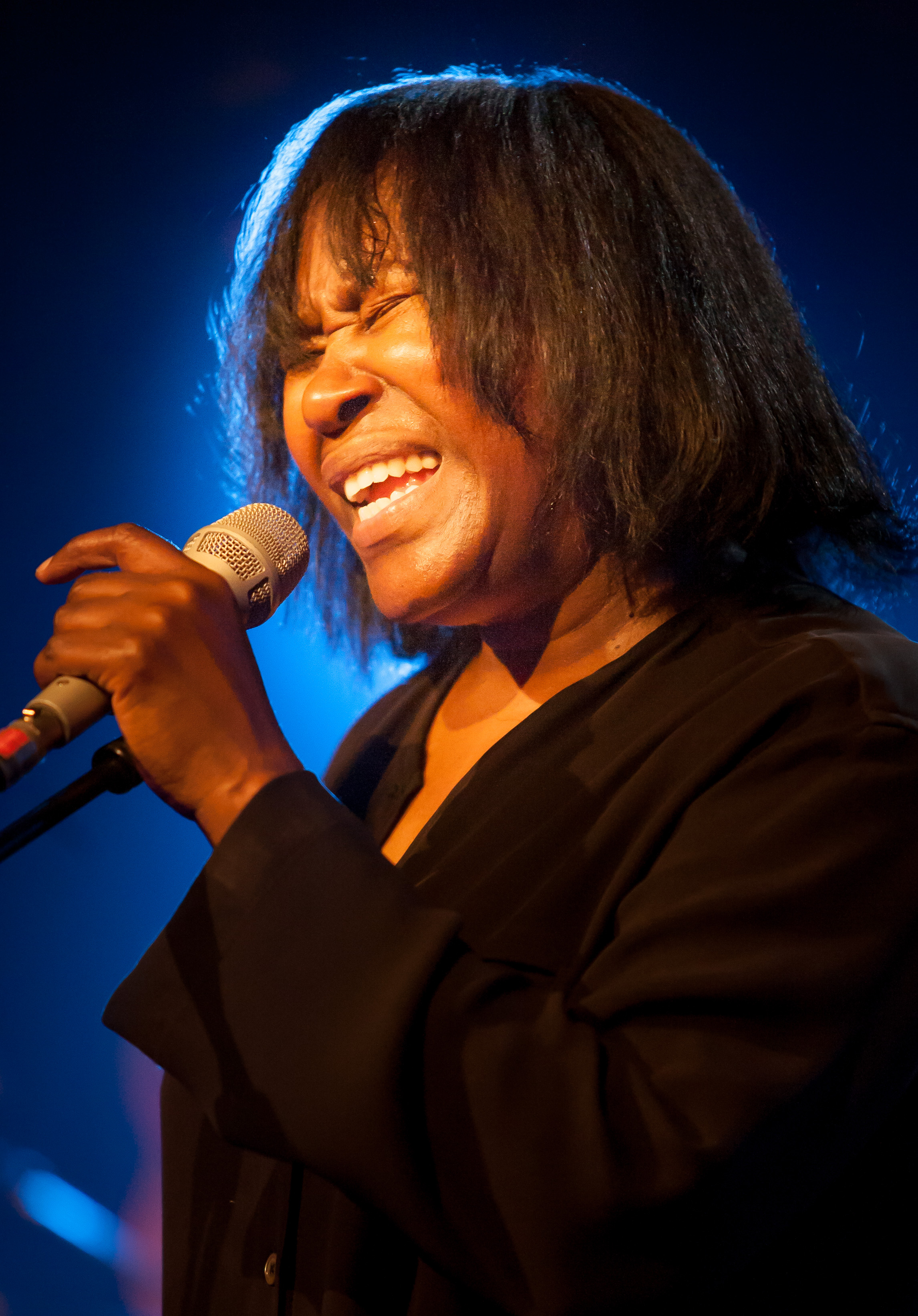
Joan Armatrading
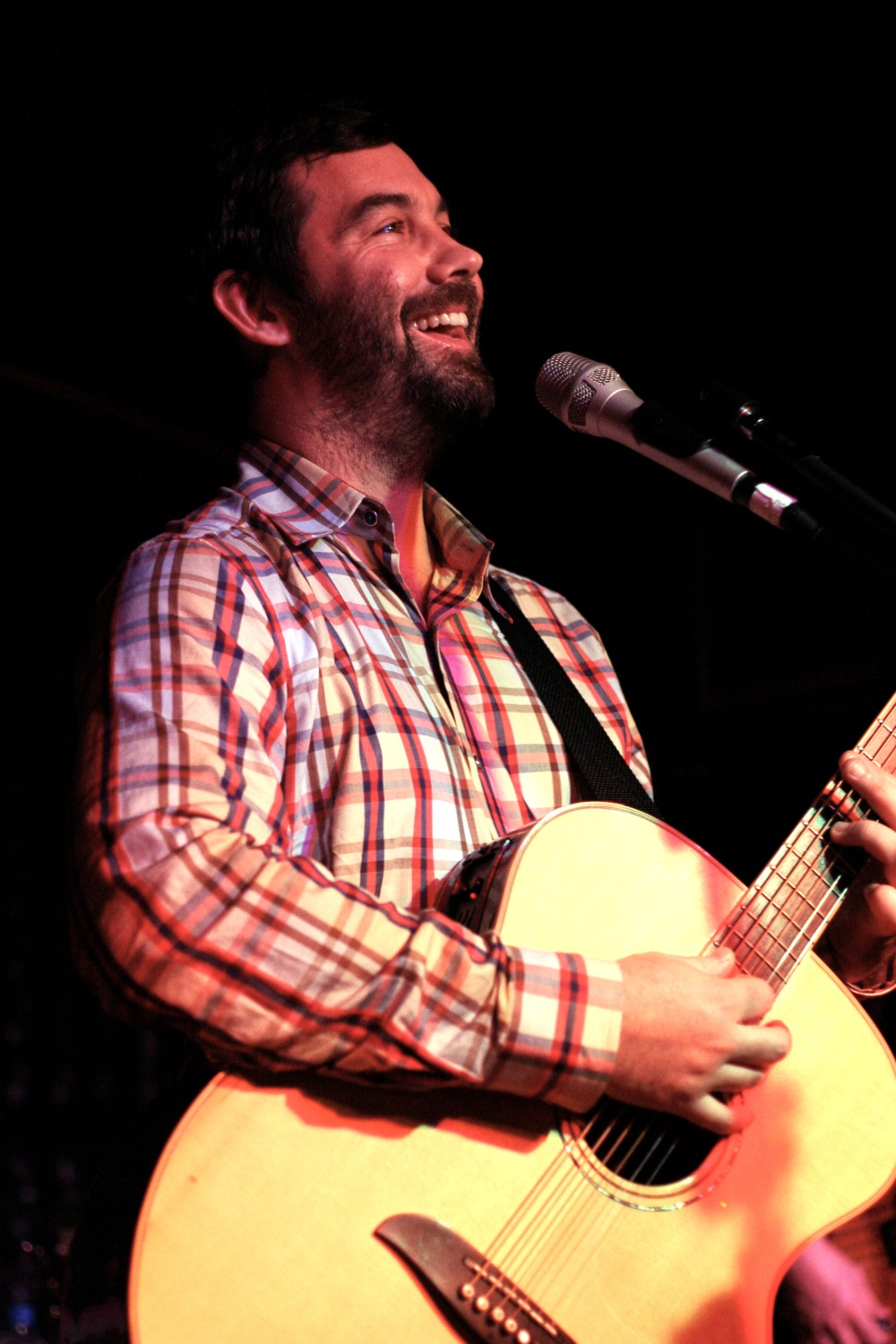
Duncan Sheik
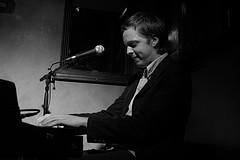
Teitur Lassen

## Tracklist

### Disk 1
1. Hide and Seek - Imogen Heap
2. Send Your Love (Art of Peace remix) - Sting
3. Versions Of Violence (recorded in Dressing Room in Cologne, Germany) - Alanis Morissette
4. Belief - John Mayer
5. Better - Regina Spektor
6. We Are All Made of Stars (2008) - Moby
7. Making Noise - Damien Rice & The Cheshire Project
8. More Than This (Campfire Take) - Vanessa Carlton
9. Nothing Fades (Kosen Rufu version) - Duncan Sheik
10. Where Are You Going (live in Barcelona) - Dave Matthews & Tim Reynolds

### Disc 2
1. Song Of Sand (Great City version) - Suzanne Vega
2. All The Good In This Life - Garbage
3. Hope (live for The Art of Peace) - Rush
4. Madonna On The Curb (Peace mix) - Jonatha Brooke
5. In These Times (The Concord mix) - Joan Armatrading
6. All My Mistakes (feat. Tarira) - Teitur Lassen
7. Alive In The World - Jackson Browne
8. Better Way (live in Six Fours Les Plage) - Ben Harper
9. The Heart Of The Matter (Underlying mix) - Rupert Hine
10. To Heal (And Restore Broken Bodies) - Underworld# '